# Penelope Heyns
Penelope "Penny" Heyns (Springs, 8 de novembro de 1974) é uma nadadora sul-africana, ganhadora de duas medalhas de ouro em Jogos Olímpicos. É a única mulher na história dos Jogos Olímpicos a ter ganho os 100m e 200 metros peito, e a primeira medalhista de ouro da África do Sul pós-apartheid.
Heyns foi a mais jovem na equipe sul-africana para os Jogos Olímpicos de Barcelona em 1992.
Ela quebrou seu primeiro recorde mundial, nos 100 m peito, em Durban, em março de 1996. Nas Olimpíadas de Atlanta em 1996, ganhou ouro nos 100 m peito (também quebrou o recorde mundial), e nos 200 m peito (recorde olímpico).
Durante os Jogos da Boa Vontade de 1998, em Nova Iorque, Heyns bateu o recorde mundial dos 50m peito.
Em 1999, Heyns bateu onze recordes mundiais em três meses. Chegou a ser titular simultânea de cinco dos seis recordes mundiais possíveis no nado peito, uma proeza que nunca tinha sido alcançada antes.
Ela foi nomeada pela Swimming World Magazine como a "Nadadora Mundial Feminina do Ano" em 1996 e 1999.
Em Sydney 2000 ainda ganhou uma medalha de bronze dos 100 m peito.
Heyns aposentu-se da natação em 2001. Em 2004 era um membro de comissão da Federação Internacional de Natação (FINA), uma empresária, uma palestrante motivacional e pública, bem como uma apresentadora de televisão. Ela também concluiu uma autobiografia.
Em piscina olímpica, Heyns foi recordista mundial dos 50m peito entre 1998 e 2002, dos 100m peito entre 1996 e 2003, e dos 200m peito entre 1999 e 2001.